# Dmitrij Kuruta
Dmitrij Dmitrijewicz Kuruta (ros. Дмитрий Дмитриевич Курута, ur. 1769 w Konstantynopolu, zm. 13 marca 1833) – rosyjski generał piechoty od 1828, generał-lejtanant od 1816, generał-major od 1812, hrabia Imperium Rosyjskiego.

## Życiorys
Był z pochodzenia Grekiem. W służbie od 1787. Przydzielony wielkiemu księciu Konstantemu Pawłowiczowi dla nauczenia go języka greckiego. Uczestnik wojen napoleońskich, m.in. bitwy pod Austerlitz w 1805, kampanii w Prusach w 1807, bitwie pod Borodino i pod Krasnym. Od stycznia 1808 pułkownik, od grudnia 1812 generał-major. Od 1815 był szefem sztabu wielkiego księcia Konstantego Pawłowicza w Warszawie.
Odbierał raporty i donosy, przeznaczone do wiadomości Konstantego. Kuruta miał specjalne biuro, gdzie czytano raporty i korespondencję wysyłaną i wpływającą do Królestwa Kongresowego. Otwierano tam nawet listy prywatne najwyższych dostojników. W 1831 brał udział w tłumieniu powstania listopadowego. Odznaczony Orderem Świętego Andrzeja Apostoła Pierwszego Powołania, Orderem Świętego Aleksandra Newskiego, Orderem Świętego Jerzego III klasy, Orderem Świętego Włodzimierza I klasy, Orderem Świętej Anny I klasy, austriackim Orderem Leopolda, pruskim Orderem Czerwonego Orła, Orderem Świętego Jana Jerozolimskiego, bawarskim Orderem Maksymiliana Józefa.